# 공항고등학교
공항고등학교(空港高等學校)는 대한민국 서울특별시 강서구 마곡동에 있는 공립 고등학교이다.

## 학교 연혁
- 1982년 11월 30일 : 공항고등학교 설립 인가(강서구 방화동)
- 1983년 1월 21일 : 초대 최재한 교장 취임
- 1983년 4월 12일 :  개교식(입학 730명)
- 1986년 2월 13일 : 제1회 졸업식(698명)
- 2019년 8월 1일 : 공항고등학교 이전 개교(강서구 마곡동)
- 2019년 10월 29일 : 공항고등학교 이전 개교식
- 2021년 3월 1일 : 제14대 김용호 교장 취임
- 2022년 2월 11일 : 제37회 졸업식(졸업생 누계 17,285명)
- 2022년 3월 2일 : 입학식(신입생 208명)

## 참고 자료
- 공항고등학교 - 한국교육학술정보원 학교알리미